# 北大楼
南京大学北大楼，坐落于南京大学鼓楼校区。原金陵大学北大楼，是全国重点文物保护单位金陵大学旧址重要组成部分，新金陵48景之一，南京大学地标性建筑。现为南京大学鼓楼校区行政楼。

## 大楼简介
北大楼建于1917年，由美国建筑师司迈尔（A．G.Small）设计，砖木结构，地上2层，地下1层，建筑面积3473平方米。由于诞生于中西文明激烈冲撞和融合的年代，至今我们依然能从它的外观和风格中感受到那个时代的脉搏。大楼采用中国传统的建筑形式设计，同时又糅合了西方的建筑风格。大楼为歇山顶，筒瓦屋面，在大楼南立面的中部建有一座5层高的正方形塔楼，将整座建筑分成对称的东西两半，塔楼顶部是十字形脊顶，实际上为西洋式钟楼的变体。大楼墙壁用明代城墙砖砌筑，清水勾缝，墙面布满了爬藤植物。现为南京大学办公楼。

## 價值意義
這些有著600多年歷史的牆磚以及盤繞其上的爬山虎，讓整幢建築顯得格外寧靜、古樸和厚重，一如它所在的大學和城市。歷經百年風雨的北大樓如今是南大人心中的聖地。在翠樹掩映的校園中，高高矗立的塔樓猶如一位不朽的守望者，無聲地言說“誠、樸、雄、偉、勵、學、敦、行”的校訓。這正是召喚余光中先生跨越那彎淺淺的海峽、回歸母校的鐘聲，也是激盪著每一個南大人心魂的鐘聲

## 纪念詩歌
《钟声说》，著名诗人余光中为母校南京大学百年校庆而作，在2002年5月20日，南京大学百年校庆发表，里面包含有北大楼的描写:
|  | 常青藤攀满了北大楼 是藤呢还是浪子的离愁 是对北大楼绸缪的思念 整整，纠缠了五十年 |

## 其他
北大楼是电影《建国大业》的取景地之一。